# Хлєбников Павло Юрійович
Павло́ Ю́рійович Хлє́бников  (Пол Хлєбников;  3 червня 1963 —  9 липня 2004, Москва) — американський науковець, нащадок так званої «білої еміграції», критик російського режиму.

## Життєпис
Народився 3 червня 1963 в Нью-Йорку. Говорив російською з дитинства. Також володів англійською, французькою та італійською мовою.
У 1984 закінчив Університет Каліфорнії в Берклі за фахом політична економія. Потім вступив до Лондонської школи економіки, де здобув ступінь магістра в 1985 році (Дисертація: «Кадрова політика КПРС, 1918—1985 рр.») і докторський ступінь в 1991 році (Дисертація: «Столипінська аграрна реформа і економічний розвиток Росії, 1906—1917 рр.»).
З 1989 працював в фінансовому журналі Forbes. У числі його статей — дослідження ряду найбільших промислових компаній, як Daimler-Benz, Volkswagen, Renault, Asea Brown Boveri, Xerox, Alcoa, Samsung. Головний редактор російськомовної версії журналу Forbes.
Основна його спеціалізація — новий російський бізнес. У грудні 1996 вийшла стаття Хлєбникова про Бориса Березовського («Хресний батько Кремля»), за яку Березовський подав до суду за наклеп в Лондоні. Олігарх виграв процес, і справа була закрита. У вересні 2000 року вийшла англійською мовою книга Хлєбникова «Хресний батько Кремля: Борис Березовський і розграбування Росії». Книга перекладена на російську, німецьку, французьку, польську і угорську мови. У 2003 році вийшла книга Хлєбникова «Розмова з варваром», заснована на розмовах з чеченським польовим командиром Хож-Ахмедом Нухаєвим.
Хлєбников отримав чотири премії за свої дослідження російського бізнесу».
Убитий 9 липня ввечері в Москві. Причини вбивства журналіста залишаються невідомими.